# 中山路街道 (唐山市)
中山路街道，是中华人民共和国河北省唐山市曹妃甸区下辖的一个街道办事处。
2016年，河北省民政厅批复同意将柳赞镇所辖的四海公寓、蓝海嘉苑、融科上城、学府雅居、昱海澜湾5个居民委员会从柳赞镇划出，设立中山路街道办事处。中山路街道办事处驻中山路53号。

## 行政区划
中山路街道下辖以下地区：
四海公寓社区、蓝海嘉苑社区、融科上城社区、学府雅居社区和昱海澜湾社区。